# Lista de pinturas de Jean-Auguste-Dominique Ingres

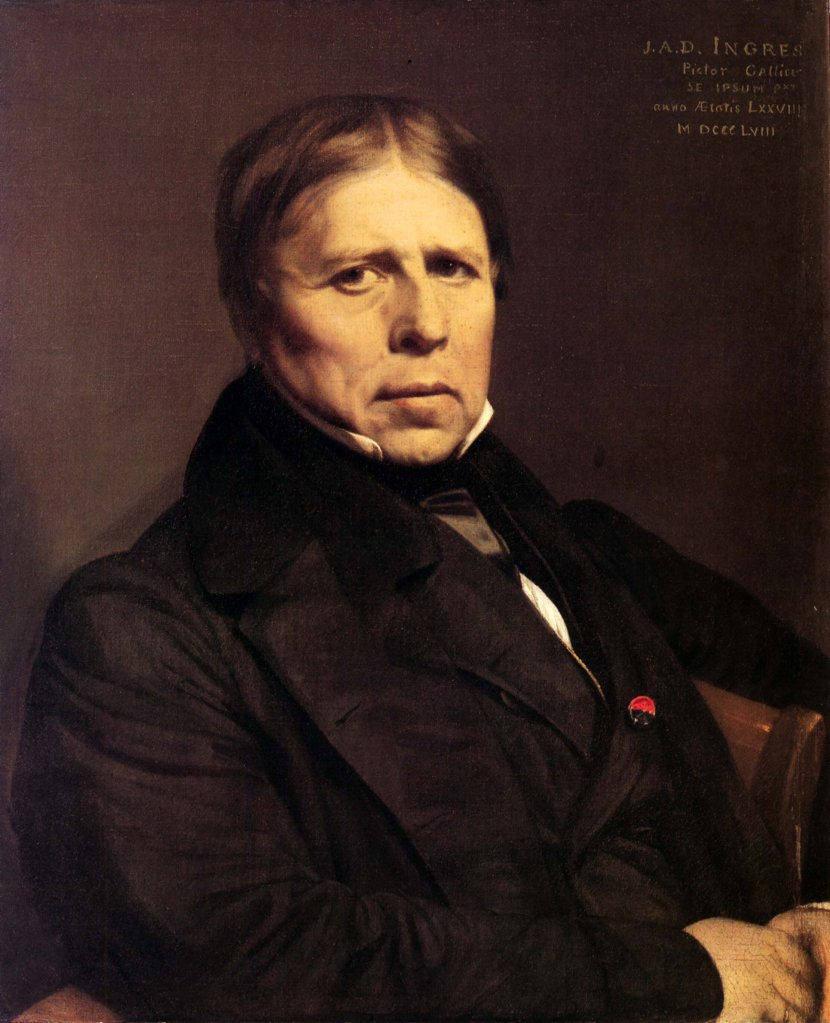
Autorretrato (1854), de Jean-Auguste-Dominique Ingres

Esta é uma lista de pinturas de Jean-Auguste-Dominique Ingres, lista não exaustiva das pinturas deste pintor, mas tão só das que como tal se encontram registadas na Wikidata.
A lista está ordenada pela data da publicação de cada pintura. Como nas outras listas geradas a partir da Wikidata, os dados cuja designação se encontra em itálico apenas têm ficha na Wikidata, não tendo ainda artigo próprio criado na Wikipédia.
Jean-Auguste-Dominique Ingres (1780-1867) foi um pintor ícone do conservadorismo cultural na França do século XIX. Ingres tornou-se o expoente da pintura neoclássica francesa após a morte do seu mestre, Jacques-Louis David. As suas obras elegantes e meticulosamente desenhadas constituíam a antítese estilística do emocionalismo e do colorismo da escola romântica contemporânea. Na sua pintura histórica monumental, Ingres procurou perpetuar a tradição clássica de Rafael e Nicolas Poussin. As distorções espaciais e anatómicas que caracterizam os seus retratos e nus, no entanto, antecipam muitos das mais audaciosas experiências formais do modernismo do século XX.
| Imagem | Título                                                                                | Data            | Retrata | Coleção | Descrito em |
| ------ | ------------------------------------------------------------------------------------- | --------------- | --- | --- | ----------- |
|        | Estudo da cabeça e torso de um homem                                                  | 1797            | | Museu das Belas-Artes de Carcassonne |             |
|        | Torso masculino                                                                       | 1800            | modelo artístico | Museu Ingres |             |
|        | Antíoco envia a Cipião doente o filho deste que fora aprisionado                      | 1800            | Antíoco III Magno Cipião Africano | |             |
|        | Retrato de Madame de Staël                                                            | 1800            | mulher | Ferens Art Gallery |             |
|        | Torso (Painted Half-Figure)                                                           | 1800            | | |             |
|        | Pierre-François Bernier                                                               | 1800            | Pierre-François Bernier homem | Memorial Art Gallery |             |
|        | La rencontre d'Eliezer et Rébecca                                                     | 1800            | Eliezer Rebeca | Museu de Belas Artes de Marselha |             |
|        | Os embaixadores de Agamemnon na tenda de Aquiles                                      | 1801            | Aquiles cítara jogo desportivo soldado nudez Pátroclo fénix Odisseu | Escola Nacional Superior das Belas-Artes |             |
|        | Estudo de nu masculino                                                                | 1801            | | Escola Nacional Superior das Belas-Artes |             |
|        | Aquiles recebendo na sua tenda os Enviados de Agamenon                                | 1801            | Aquiles cítara Pátroclo Ulysse | Museu Nacional de Belas-Artes da Suécia Degas Collection                                                                                            |             |
|        | Estudo académico de torso masculino                                                   | 1801            | homem | Museu Nacional de Varsóvia |             |
|        | Académie d'homme                                                                      | 1801            | | Museu Ingres |             |
|        | Bonaparte, Primeiro Cônsul                                                            | 1804 1803       | Napoleão Bonaparte Mão no colete panejamento St. Lambert's Cathedral Moda entre os anos de 1795–1820 de pé espada | Museu Curtius |             |
|        | Retrato de homem com brinco                                                           | 1804            | brinco | Museu Ingres |             |
|        | Retrato de Joseph Ingres, pai do artista                                              | 1804            | Jean-Marie-Joseph Ingres | Museu Ingres |             |
|        | Auto-retrato aos vinte e quatro anos                                                  | 1804            | Jean-Auguste Dominique Ingres homem cavalete | Museu Condé |             |
|        | Retrato de Philibert Rivière                                                          | 1805            | Philibert Rivière homem sentado Mão no colete Fauteuil stocking breeches sobrecasaca colete dress shirt gravata cabelo preto riso anel mesa livro study muro Moda entre os anos de 1795–1820 | Departamento de Pinturas do Louvre |             |
|        | Retrato de Frédéric Desmarais                                                         | 1805            | | Musées Nationaux Récupération Munich Central Collecting Point Führermuseum Departamento de Pinturas do Louvre No/unknown value Museu dos Agostinhos |             |
|        | Retrato de Belvèze-Foulon                                                             | 1805            | | Museu Ingres |             |
|        | Retrato de Lorenzo Bartolini                                                          | 1805            | Lorenzo Bartolini | Museu Ingres |             |
|        | Madame Rivière                                                                        | 1805            | Marie Françoise Rivière mulher vestido sofá headscarf Incroyables et merveilleuses | Departamento de Pinturas do Louvre |             |
|        | O Barão Joseph Vialètes de Mortarieu                                                  | 1805            | Pierre-Joseph Vialètes de Mortarieu | Norton Simon Museum |             |
|        | Retrato de Jean-François Gilibert                                                     | 1805            | homem | Museu Ingres |             |
|        | Vénus ferida por Diomedes regressa ao Olimpo                                          | 1805            | Vénus Aeneas Íris cavalo | Museu das Belas Artes |             |
|        | Napoleão I no trono imperial                                                          | 1806            | Napoleão Bonaparte scepter of Charles V Grand Collar of the Legion of Honour hand of justice Moda entre os anos de 1795–1820 homem escabelo espada platform | Departamento de Pinturas do Louvre Musée de l'Armée                                                                                                 |             |
|        | A Bela Zélie                                                                          | 1806            | | Museu de Belas Artes de Ruão |             |
|        | A Virgem e o Menino                                                                   | 1806            | Virgem Maria Menino Jesus | Museu Ingres |             |
|        | A Orangerie na Villa Borghese                                                         | 1806            | árvore arquitetura paisagem Roma | Museu Ingres |             |
|        | O Casino Aurora da villa Ludovisi                                                     | 1806            | árvore arquitetura paisagem Roma | Museu Ingres |             |
|        | Mademoiselle Caroline Rivière                                                         | 1806            | Caroline Rivière mulher de pé Moda entre os anos de 1795–1820 menina cabelo castanho vestido boa brinco luva curso de água aldeia latifoliada céu vértice riso sobrancelha castanho escuro | Departamento de Pinturas do Louvre |             |
|        | François Marius Granet                                                                | 1807            | François Marius Granet | Museu Granet |             |
|        | Rome, Villa Borghese, La Casina de Raphaël vue depuis la Villa Médicis                | 1807            | | Musée des Arts Décoratifs |             |
|        | Retrato de Madame Devaucay                                                            | 1807            | Moda entre os anos de 1795–1820 mulher sentado vestido leque anel bracelete xaile Antonia Duvauçey de Nittis riso colar cabelo castanho Fauteuil coque chignon vértice decote bijuteria | Museu Condé |             |
|        | A Banhista a meio corpo                                                               | 1807            | mulher nudez costas turbante | Musée Bonnat-Helleu |             |
|        | Study of a Seated Man in Profile                                                      | 1808            | homem sentado | Museu Granet |             |
|        | Head of a Bearded Man                                                                 | 1808            | cabeça humana homem barba | Museu das Belas Artes Degas Collection |             |
|        | Reclining Nude                                                                        | 1808            | mulher nudez cama cortina decúbito | Degas Collection |             |
|        | A Banhista de Valpinçon                                                               | 1808            | nudez mulher costas sentado cama lençol panejamento headscarf cabelo castanho sapato Moda entre os anos de 1795–1820 Covinhas de Vênus banho | Departamento de Pinturas do Louvre |             |
|        | Vénus Anadyomène                                                                      | 1808            | Vénus mulher nudez putto contrapposto titian hair cabelo longo Afrodite mar espelho Cupido arco náiade crepúsculo Eros pubic hair removal umbigo axila carícia golfinho monte púbico penteado | Museu Condé |             |
|        | Édipo e a Esfinge                                                                     | 1808            | Édipo esfinge homem nudez caverna contacto visual cadáver lança osso | Departamento de Pinturas do Louvre |             |
|        | Édipo e a Esfinge                                                                     | 1808            | Édipo esfinge | Museu de Arte Walters |             |
|        | Mercúrio                                                                              | 1809            | | Escola Nacional Superior das Belas-Artes |             |
|        | A Adormecida de Nápoles                                                               | 1809            | decúbito nudez mulher Moda entre os anos de 1795–1820 cama panejamento pubic hair removal monte púbico | No/unknown value |             |
|        | Mercure                                                                               | 1809            | | Departamento de Pinturas do Louvre |             |
|        | A Grande Odalisca                                                                     | 1810            | mulher nua cama turbante headscarf leque almofada chibouk panejamento odalisca unidentified woman cabelo castanho bracelete Moda entre os anos de 1795–1820 half reclining costas Covinhas de Vênus cabelo longo planta do pé artelho pé descalço olhar em direção ao espectador maléolo | Departamento de Pinturas do Louvre |             |
|        | Joseph-Antoine Moltedo                                                                | 1810            | homem retrato | Metropolitan Museum of Art |             |
|        | Monsieur de Norvins                                                                   | década de 1810  | Jacques Marquet de Montbreton de Norvins | National Gallery Degas Collection |             |
|        | Retrato de Paul Lemoyne                                                               | década de 1810  | Paul Le Moyne | Museu de Arte Nelson-Atkins |             |
|        | Study of a man in profile with a view to the composition of Jupiter and Thetis        | 1810            | homem | Museu Granet |             |
|        | Marcotte d'Argenteuil                                                                 | 1810            | Charles Marcotte d'Argenteuil | Galeria Nacional de Arte Coleção Samuel H. Kress |             |
|        | Retrato de Jean-Baptiste Desdéban                                                     | década de 1810  | camisa sobretudo homem arquiteto perfil | Musée des Beaux-Arts et d'Archéologie de Besançon                                                                                                   |             |
|        | Tête de Jupiter                                                                       | 1810            | | Musées Nationaux Récupération Departamento de Pinturas do Louvre Museu Ingres                                                                       |             |
|        | Retrato de Madame Panckoucke                                                          | 1811            | Cécile Panckoucke mulher bijuteria | Departamento de Pinturas do Louvre |             |
|        | Charles Cordier                                                                       | 1811            | Charles Cordier | Departamento de Pinturas do Louvre |             |
|        | Head of Jupiter in Profile                                                            | 1811            | Júpiter coroa de louros cetro | Degas Collection No/unknown value |             |
|        | Júpiter e Tétis                                                                       | 1811            | topless kneeling sentado Sem camisa mama umbigo barba cabelo preto cabelo longo diadema castanho-claro sandália pé descalço águia céu nuvem panejamento trono casal Júpiter Tétis | Museu Granet Centro Nacional de Artes Plásticas |             |
|        | Retrato de Edme Bochet                                                                | 1811            | Edmé Bochet homem | Departamento de Pinturas do Louvre |             |
|        | Virgil reading The Aeneid before Augustus, Livia and Octavia                          | 1811            | Augusto general leitura Lívia Drusa livro síncope Virgílio | Museu dos Agostinhos |             |
|        | Hippolyte-François Devillers                                                          | 1811            | | Fundação E.G. Bührle Museu das Belas Artes |             |
|        | Augusto ouvindo a leitura da Eneida                                                   | 1812            | Augusto Eneida leitura pintura histórica têxtil | Museus Reais de Belas-Artes da Bélgica |             |
|        | Romulus                                                                               | 1812            | arma cadáver cavalo Rómulo | Escola Nacional Superior das Belas-Artes |             |
|        | Retrato da Condessa de Tournon                                                        | 1812            | | Museu de Arte de Filadélfia |             |
|        | Retrato de jovem                                                                      | século XIX 1805 | homem marinha de guerra oficial militar Auguste François Talma | Departamento de Pinturas do Louvre |             |
|        | O noivado de Rafael e a sobrinha do cardeal Bibbiena                                  | 1813            | Rafael Sanzio | Museu de Arte Walters |             |
|        | O sonho de Ossian                                                                     | 1813            | escudo harpa soldado música nuvem Ossian | Museu Ingres |             |
|        | Retrato de Madame de Senonnes                                                         | 1814            | mulher Marie-Geneviève-Marguerite Marcoz | Museu de Belas Artes de Nantes |             |
|        | Rafael e a Fornarina                                                                  | 1814            | Rafael Sanzio Margarita Luti cavalete La fornarina Madonna della Seggiola | Fogg Museum Museus de Arte de Harvard |             |
|        | Retrato de Caroline Murat, Rainha de Nápoles                                          | 1814            | Carolina Bonaparte vestido mesa janela cortina Golfo de Nápoles Vesúvio | No/unknown value |             |
|        | Paolo et Francesca                                                                    | 1814            | beijo casal Francisca de Rímini ciúme bochecha Paolo Malatesta Giovanni Malatesta | Museu Condé |             |
|        | Tête de la Grande Odalisque                                                           | 1814            | | Departamento de Pinturas do Louvre Museu de Cambrai                                                                                                 |             |
|        | Papa Pio VII na Capela Sistina                                                        | 1814            | Papa Pio VII Capela Sistina | Galeria Nacional de Arte Coleção Samuel H. Kress |             |
|        | Madame Ingres, née Madeleine Chapelle                                                 | 1814            | | Fundação E.G. Bührle Museu das Belas Artes |             |
|        | Tête de la Grande Odalisque                                                           | 1814            | | Departamento de Pinturas do Louvre Museu de Grenoble                                                                                                |             |
|        | Jean-Pierre Cortot, escultor                                                          | 1815            | homem escultura Jean-Pierre Cortot | Museu Nacional de Belas Artes de Argel Departamento de Pinturas do Louvre                                                                           |             |
|        | Joseph-Antoine de Nogent                                                              | 1815            | young adult man | Fogg Museum Museus de Arte de Harvard |             |
|        | The Duke of Alba at Saint Gudule's in Brussels                                        | 1815            | Fernando Álvarez de Toledo y Pimentel Catedral de St. Michael e St. Gudula | Museu Ingres |             |
|        | Idealised portrait of Benoît-Joseph Labre called Saint Labre                          | 1815            | São Benedito José Labre | Schorr Collection |             |
|        | Retrato do Abade de Bonald                                                            | 1816            | bispo homem Ordem de São João | Departamento de Pinturas do Louvre |             |
|        | Henrique IV recebendo o embaixador espanhol                                           | 1817            | | Musée des Beaux-Arts de la ville de Paris |             |
|        | Paolo and Francesca                                                                   | década de 1810  | | Barber Institute of Fine Arts |             |
|        | Henrique IV, o Delfim e o Embaixador Espanhol                                         | 1817            | | Victoria and Albert Museum |             |
|        | Studies for foot in "Jesus Giving the Keys to Saint Peter"                            | 1817            | | Princeton University Art Museum |             |
|        | A morte de Leonardo da Vinci                                                          | 1818            | Leonardo da Vinci Francisco I de França Clos Lucé agonia homem decúbito sentado de pé Fauteuil cama mesa panejamento | Musée des Beaux-Arts de la ville de Paris |             |
|        | Cabeça de S. Mateus                                                                   | 1818            | barba homem Mateus | Departamento de Pinturas do Louvre |             |
|        | Estudo para Roger libertando Angélica                                                 | 1818            | | Fogg Museum Museus de Arte de Harvard |             |
|        | Paolo and Francesca                                                                   | 1819            | | Museu de Belas Artes de Angers Musée Pincé |             |
|        | Don Pedro de Tolède baisant l'épée d'Henri IV                                         | 1819            | cariátide empregado doméstico espada respeito | Musée national du château de Pau |             |
|        | Angélica Acorrentada                                                                  | 1819            | nudez clothed male, naked female mulher Ruggiero armadura lança Angélica hipogrifo Corrente metálica de pé shore cabelo loiro cabelo longo combate espuma ondas oceânicas de superfície prisioneiro pubic hair removal umbigo donzela em apuros vespaio monstro marinho homem monte púbico Orc of Ebuda Ruggiero saving Angelica | Departamento de Pinturas do Louvre |             |
|        | Angélique                                                                             | 1819            | mulher | Departamento de Pinturas do Louvre |             |
|        | Le Pape Pie VII tenant chapelle                                                       | década de 1810  | bênção capela pintura Papa Pio VII padre católico Capela Sistina | Departamento de Pinturas do Louvre |             |
|        | Perseu e Andrómeda                                                                    | 1819            | Perseu Andrómeda | Detroit Institute of Arts |             |
|        | Estudo das duas mãos de Luís XIII                                                     | década de 1820  | mão | Museu Ingres |             |
|        | Retrato de Rafael                                                                     | década de 1820  | Rafael Sanzio | Museu Ingres |             |
|        | Jesus entregando as chaves da Igreja a São Pedro                                      | 1820            | Chaves do Céu São Pedro Jesus | Departamento de Pinturas do Louvre Museu Ingres |             |
|        | The Sculptor Lorenzo Bartolini - Ingres - Louvre RF 1942-24                           | 1820            | homem escultura | Departamento de Pinturas do Louvre |             |
|        | A entrada do Delfim em Paris                                                          | 1821            | | Wadsworth Atheneum |             |
|        | First Thought of the Vow of Louis XIII                                                | 1821            | Assunção de Maria coroa Virgem Maria cetro | Museu Ingres |             |
|        | Madame de Lauréal and her son                                                         | 1821            | | Museu Ingres |             |
|        | Retrato de Mademoiselle Jeanne-Suzanne-Catherine Gonin                                | 1821            | mulher | Taft Museum of Art Degas Collection |             |
|        | Le Condottiere                                                                        | 1821            | condotiero | Museu Ingres |             |
|        | Head of Woman                                                                         | 1821            | mulher | Degas Collection No/unknown value |             |
|        | Retrato do Conde Nikolay Guryev                                                       | 1821            | Nikolay Guryev balaustrada Pinheiro-manso nuvem jaqueta sobretudo banda chapéu luva colina céu Angushtarin Florença | Museu Hermitage |             |
|        | Vénus reclinada                                                                       | 1822            | | Museu de Arte Walters |             |
|        | Amédée-David, o Conde de Pastoret                                                     | 1823            | Amédée de Pastoret homem espada Legião de Honra de pé Mão no colete anel panejamento cortina | Art Institute of Chicago |             |
|        | Jacques-Louis Leblanc (1774–1846)                                                     | 1823            | homem retrato | Metropolitan Museum of Art Degas Collection |             |
|        | Madame Jacques-Louis Leblanc (nascida Françoise Poncelle, 1788–1839)                  | 1823            | mulher retrato | Metropolitan Museum of Art Degas Collection |             |
|        | O voto de Luís XIII                                                                   | 1824            | Luís XIII de França Madona e o Menino | Catedral de Montauban |             |
|        | Odalisque couchée, La grande Odalisque                                                | 1824            | | Musée Pincé Museu de Belas Artes de Angers |             |
|        | Portrait of Vincent Léon Pallière                                                     | 1825            | Louis-Vincent-Léon Pallière | Dublin City Gallery The Hugh Lane |             |
|        | Tête de jeune fille blonde aux yeux bleus, dite parfois Laure Zoëga                   | século XIX      | | Departamento de Pinturas do Louvre |             |
|        | Portrait of Madame Marcotte de Sainte-Marie                                           | 1826            | Clarisse de Salvaing de Boissieu | Departamento de Pinturas do Louvre |             |
|        | Homero e Orfeu                                                                        | década de 1820  | Homero Orfeu | Museu Ingres |             |
|        | Busto de Alexandre e Aristarco                                                        | década de 1820  | Aristarco da Samotrácia Grécia Antiga Alexandre Magno | Museu Ingres |             |
|        | A pequena banhista                                                                    | 1826            | | Phillips Collection |             |
|        | Édipo e a Esfinge (1826)                                                              | 1826            | | National Gallery |             |
|        | Estudo para a Apoteose de Homero                                                      | década de 1820  | pé Homero | Departamento de Pinturas do Louvre Degas Collection                                                                                                 |             |
|        | Estudos para a apoteose de Homero                                                     | década de 1820  | mão | Departamento de Pinturas do Louvre |             |
|        | Fátima como Odalisca                                                                  | década de 1820  | odalisca | Museu Mohamed Mamoud Khalil |             |
|        | Estudo de braço para Píndaro em A apoteose de Homero                                  | 1826            | | Museu Sainte-Croix |             |
|        | Head of Victory, study for The Apotheosis of Homer                                    | 1826            | busto mulher Vitória | The Hyde Collection Degas Collection |             |
|        | Study for the Odyssey                                                                 | 1826            | | The Hyde Collection Degas Collection |             |
|        | Etude pour L'Apothéose d'Homère                                                       | 1827            | homem cabeça mão Homero | Museu Fabre |             |
|        | Étude pour L'Apothéose d'Homère                                                       | 1827            | | Musée Bonnat-Helleu |             |
|        | A Apoteose de Homero                                                                  | 1827            | Apoteose Homero coroa de louros vestuário vestuário na antiguidade Heródoto Ésquilo Sófocles Eurípides Menandro Demóstenes Apeles Rafael Sanzio Safo Alcibíades Virgílio Dante Alighieri Horácio Pisístrato Licurgo de Atenas Torquato Tasso William Shakespeare Nicolas Poussin Nicolas Boileau Pierre Corneille Jean Racine Molière François Fénelon Cássio Longino Luís de Camões Christoph Willibald Gluck Alexandre Magno Aristarco da Samotrácia Aristóteles Michelangelo Fídias Péricles Sócrates Platão Hesíodo Píndaro Esopo Orfeu templo Ilíada Odisseia Linus Jean de La Fontaine Wolfgang Amadeus Mozart Museu | Departamento de Pinturas do Louvre |             |
|        | Ulysses                                                                               | 1827            | | Galeria Nacional de Arte |             |
|        | A Virgem do véu azul                                                                  | 1827            | | Museu de Arte de São Paulo |             |
|        | Estudo para Fídias em A Apoteose de Homero                                            | 1827            | Fídias | San Diego Museum of Art Degas Collection |             |
|        | Tête d'étude pour L'apothéose d'Homère                                                | 1827            | | Musée Grobet-Labadié |             |
|        | La Vierge                                                                             | 1827            | | Museu de Arte de São Paulo |             |
|        | The Little Bather; Harem interior                                                     | 1828            | mulher harém sentado | Departamento de Pinturas do Louvre |             |
|        | Odalisca em grisaille                                                                 | século XIX      | odalisca nu artístico Orientalist painting | Metropolitan Museum of Art |             |
|        | Estudos para o Martírio de São Sinforiano                                             | século XIX      | | Museu Ingres |             |
|        | Étude pour le centurion du Martyre de saint Symphorien                                | século XIX      | | Museu Ingres |             |
|        | Tête de Pisistrate et main gauche d'Alcibiade                                         | século XIX      | | Museu Ingres |             |
|        | Portrait of the King Karl X. in coronation robes                                      | 1829            | | Musée Bonnat-Helleu |             |
|        | Angelica saved by Ruggiero                                                            | século XIX      | | National Gallery Degas Collection |             |
|        | Œdipe et le Sphinx                                                                    | 1829            | | Museu de Belas Artes de Angers |             |
|        | Odalisque                                                                             | 1830            | | Los Angeles County Museum of Art |             |
|        | Retrato do Duque de Orléans                                                           | 1830            | Fernando Filipe, Duque d'Orleães | Museu Nacional de Belas Artes |             |
|        | Madame Edmond Cavé (Marie-Élisabeth Blavot, born 1810)                                | 1831            | mulher perfil retrato | Metropolitan Museum of Art |             |
|        | D. Pedro de Toledo Beijando a Espada de Henrique IV                                   | 1831            | embaixador cariátide empregado doméstico espada Espanha palácio respeito cortesia cardeal escada | Departamento de Pinturas do Louvre |             |
|        | Retrato de Louis-François Bertin                                                      | 1832            | Louis-François Bertin Fauteuil jaqueta calça colete muro meander gola gravata relógio homem | Departamento de Pinturas do Louvre |             |
|        | Estudos para o Martírio de São Sinforiano (Santa, Mãe e Procônsul)                    | 1833            | | Fogg Museum Museus de Arte de Harvard |             |
|        | Estudos para o martírio de São Sinforiano (lictores, atirador de pedras e espectador) | 1833            | | Fogg Museum Museus de Arte de Harvard |             |
|        | Martírio de São Sinforiano                                                            | 1834            | | Catedral de Autun |             |
|        | The Martyrdom of St Symphorian. Study                                                 | 1834            | homem nudez lictor | Museu Nacional de Belas-Artes da Suécia Degas Collection                                                                                            |             |
|        | Portrait of Louis-Mathieu Molé                                                        | 1834            | Louis Mathieu, Conde Molé | Departamento de Pinturas do Louvre |             |
|        | Cristo abençoador                                                                     | 1834            | Jesus | Museu de Arte de São Paulo |             |
|        | A Sleeping Odalisque                                                                  | década de 1830  | | Victoria and Albert Museum |             |
|        | Cabeça de São João Evangelista                                                        | século XIX      | São João Evangelista | Metropolitan Museum of Art |             |
|        | Vénus anadyomène                                                                      | século XIX      | arco Cupido mulher espelho Vénus | Departamento de Pinturas do Louvre |             |
|        | Estudos para a Apoteose de Homero                                                     | século XIX      | pintor homem mão Rafael Sanzio | Departamento de Pinturas do Louvre Degas Collection                                                                                                 |             |
|        | Antíoco e Estratonice                                                                 | 1838            | | Museu de Arte de Cleveland |             |
|        | Odalisca com Escrava                                                                  | 1839            | odalisca escravo nudez clothed male, naked female mulher homem titian hair turbante cama Narguilé música leque panejamento balaustrada umbigo axila see-through clothing pé descalço fontanário cortina brinco bracelete colar negro brancos travesseiro músico empregado doméstico | Fogg Museum Museus de Arte de Harvard |             |
|        | O Mal de Antíoco                                                                      | 1840            | Antíoco I Sóter Estratonice Erasístrato homem mulher Seleuco VI Epifânio Nicator doença dor cama estrado Fauteuil coluna instrumento musical jarra pintura empregado doméstico amor sett tristeza | Museu Condé |             |
|        | Roger libertando Angélica                                                             | 1841            | armadura Cruzada hipogrifo lança mar nudez | Museu Ingres |             |
|        | A Virgem Adorando a Hóstia (1841)                                                     | 1841            | Virgem Maria hóstia Nicolau de Mira Alexandre Nevsky | Museu Pushkin |             |
|        | The Virgin Adoring the Eucharist                                                      | 1841            | Virgem Maria hóstia Nicolau de Mira Alexandre Nevsky cálice castiçal altar lâmpada a óleo transubstanciação IHS crucifixo | |             |
|        | Vista da Acrópole de Atenas                                                           | década de 1840  | Acrópole de Atenas Atenas | Museu Ingres |             |
|        | Retrato de Luigi Cherubini                                                            | 1841            | Luigi Cherubini | Cincinnati Art Museum |             |
|        | Ferdinand-Philippe d'Orleans by Ingres - RF 2005-13                                   | 1842            | homem Fernando Filipe, Duque d'Orleães | Departamento de Pinturas do Louvre |             |
|        | Luigi Cherubini e a musa da poesia lírica                                             | 1842            | mulher homem lira músico | Departamento de Pinturas do Louvre |             |
|        | Prince Ferdinand Philippe of Orléans, Duke of Orléans                                 | 1842            | Fernando Filipe, Duque d'Orleães | Palácio de Versalhes Museu de História da França |             |
|        | Odalisca com escrava                                                                  | 1842            | odalisca escravo nudez clothed male, naked female mulher homem decúbito de pé sentado titian hair turbante cama Narguilé música leque panejamento jardim árvore balaustrada céu umbigo axila see-through clothing pé descalço brinco bracelete colar cortina negro brancos travesseiro músico empregado doméstico | Museu de Arte Walters |             |
|        | Saint Clément, évêque d'Alexandrie                                                    | 1842            | bispo homem | Departamento de Pinturas do Louvre |             |
|        | Saint Antoine de Padoue                                                               | 1842            | Santo António de Lisboa Menino Jesus homem livro lírio Ordem dos Frades Menores | Departamento de Pinturas do Louvre |             |
|        | Saint Raphaël, archange                                                               | 1842            | Rafael vitral | Departamento de Pinturas do Louvre |             |
|        | La Foi                                                                                | 1842            | mulher fé | Departamento de Pinturas do Louvre |             |
|        | Saint François d'Assise                                                               | 1842            | Francisco de Assis homem Ordem dos Frades Menores | Departamento de Pinturas do Louvre |             |
|        | Saint Philippe, apôtre                                                                | 1842            | homem Filipe | Departamento de Pinturas do Louvre |             |
|        | Saint Charles Borromée, archevêque de Milan                                           | 1842            | arcebispo homem oração | Departamento de Pinturas do Louvre |             |
|        | Saint Robert, ou Rupert, évêque de Worms                                              | 1842            | bispo homem livro Ruperto de Salzburgo Worms | Departamento de Pinturas do Louvre |             |
|        | La Charité                                                                            | 1842            | aleitamento materno caridade calefação criança mulher fogo bebé sono | Departamento de Pinturas do Louvre |             |
|        | L'Espérance                                                                           | 1842            | hope mulher | Departamento de Pinturas do Louvre |             |
|        | Sainte Adélaïde, impératrice d'Allemagne                                              | 1842            | coroa mulher livro cetro | Departamento de Pinturas do Louvre |             |
|        | Sainte Rosalie, vierge                                                                | 1842            | penteado mulher oração | Departamento de Pinturas do Louvre |             |
|        | Sainte Hélène, impératrice                                                            | 1842            | coroa cruz cristã mulher Helena de Constantinopla Jesus pintura | Departamento de Pinturas do Louvre |             |
|        | Saint Ferdinand, roi de Castille et de Leon                                           | 1842            | cota de malha coroa espada Fernando III de Leão e Castela homem | Departamento de Pinturas do Louvre |             |
|        | Saint Henri, empereur d'Allemagne                                                     | 1842            | coroa espada homem santo | Departamento de Pinturas do Louvre |             |
|        | Sainte Amélie, reine de Hongrie                                                       | 1842            | coroa mulher Hungria | Departamento de Pinturas do Louvre |             |
|        | Saint Louis, roi de France                                                            | 1842            | coroa homem cetro | Departamento de Pinturas do Louvre |             |
|        | Retrato do Príncipe Ferdinand Philippe, Duque de Orléans                              | 1843            | Fernando Filipe, Duque d'Orleães | Palácio de Versalhes Museu de História da França |             |
|        | Edmond Cavé (1794–1852)                                                               | 1844            | Hygin-Auguste Cavé homem retrato | Metropolitan Museum of Art |             |
|        | Sainte Radegonde de Poitiers                                                          | 1844            | coroa mulher livro cetro | Departamento de Pinturas do Louvre |             |
|        | Sainte Isabelle de France                                                             | 1844            | coroa mulher Isabel de França Ordem dos Frades Menores oração | Departamento de Pinturas do Louvre |             |
|        | Sainte Clotilde, femme de Clovis                                                      | 1844            | Clotilde da Borgonha penteado coroa cruz cristã mulher cetro | Departamento de Pinturas do Louvre |             |
|        | Sainte Bathilde de Chelles                                                            | 1844            | penteado coroa mulher hand of justice | Departamento de Pinturas do Louvre |             |
|        | Saint Rémi, évêque de Reims                                                           | 1844            | pombo bispo homem Reims Espírito Santo | Departamento de Pinturas do Louvre |             |
|        | Sainte Geneviève, patronne de Paris                                                   | 1844            | mulher | Departamento de Pinturas do Louvre |             |
|        | Saint Denis, premier évêque de Paris                                                  | 1844            | bênção bispo homem Paris | Departamento de Pinturas do Louvre |             |
|        | Saint Germain, évêque de Paris                                                        | 1844            | bênção bispo Germano de Auxerre homem Paris | Departamento de Pinturas do Louvre |             |
|        | Portrait de Ferdinand-Philippe d'Orléans                                              | 1844            | Fernando Filipe, Duque d'Orleães | Wadsworth Atheneum |             |
|        | Comtesse d'Haussonville                                                               | 1845            | mulher Louise de Broglie, comtesse d'Haussonville vestido Moda na década de 1840 sobrancelha azul aliança anel bracelete muro vaso ramo de noiva espelho moldura reflexão especular binóculo panejamento mirror image | The Frick Collection |             |
|        | Portrait de la reine Marie-Amélie                                                     | 1845            | Maria Amélia de Bourbon-Nápoles | Musée des Arts Décoratifs |             |
|        | Hélène de Mecklembourg                                                                | 1845            | Helena de Mecklenburg-Schwerin | Musée des Arts Décoratifs |             |
|        | Augustine-Modeste-Hortense Reiset                                                     | 1846            | | Fogg Museum Museus de Arte de Harvard |             |
|        | Rafael e a Filha do Padeiro                                                           | 1846            | Rafael Sanzio Margarita Luti | Museu de Arte de Columbus |             |
|        | Francesca da Rimini et Paolo Malatesta                                                | 1846            | | Musée Bonnat-Helleu |             |
|        | Baronne de Rothschild                                                                 | 1848            | Betty de Rothschild mulher sentado toque pena cabelo longo cabelo castanho colar de pérolas sobrancelha riso pérola decote anel bracelete leque evening dress Moda na década de 1840 muro renda almofada panejamento sofá festa brasão pompom fita nó | No/unknown value |             |
|        | Aretino e o Embaixador de Carlos V                                                    | 1848            | | Musée des Beaux-Arts de Lyon |             |
|        | Aretino no estúdio de Tintoretto                                                      | 1848            | homem Pietro Aretino Tintoretto pintura interior artista | Metropolitan Museum of Art |             |
|        | Píndaro e Ictinus                                                                     | século XIX      | | National Gallery |             |
|        | A Odisseia                                                                            | 1850            | remo mulher sentado túnica | Musée des Beaux-Arts de Lyon |             |
|        | Retrato de Bindo Altoviti                                                             | século XIX      | Bindo Altoviti | Museu Ingres |             |
|        | Deux têtes d'homme                                                                    | século XIX      | | Museu de Belas Artes de Angers |             |
|        | Etude de mains de femme                                                               | século XIX      | | Musée Bonnat-Helleu |             |
|        | Femme et enfant, étude pour "Le Martyre de Saint Symphorien"                          | século XIX      | | Musée Bonnat-Helleu |             |
|        | Étude pour le "Martyre de Saint Symphorien"                                           | século XIX      | | Musée Bonnat-Helleu |             |
|        | Head of Joan of Arc in Ecstasy                                                        | 1850            | Joana d'Arc | Museu Soumaya |             |
|        | The Death of Leonardo da Vinci (1851)                                                 | 1851            | | Smith College Museum of Art |             |
|        | Madame Moitessier                                                                     | 1851            | Marie-Clotilde-Inès Moitessier | Galeria Nacional de Arte Coleção Samuel H. Kress |             |
|        | Júpiter e Antíope                                                                     | 1851            | Antíope Cupido Eros Júpiter Zeus sátiro fauno sono nudez arco aljava flecha cabelo longo decúbito castanho-claro axila mama mamilo umbigo pubic hair removal asa latifoliada relva shore curso de água cabelo castanho barba tronco sub-bosque nuvem céu zona rural anca cintura steatomery monte púbico árvore arco | Departamento de Pinturas do Louvre Museu de Orsay                                                                                                   |             |
|        | A morte de Leonardo da Vinci (1851)                                                   | 1851            | | Smith College Museum of Art |             |
|        | Portrait of Madame Gonse                                                              | 1852            | | Museu Ingres |             |
|        | Vénus em Paphos                                                                       | década de 1850  | Cupido mulher laurel tree nudez maçã sentado templo Vénus | Museu de Orsay |             |
|        | A Virgem Maria Adorando a Hóstia                                                      | 1852            | Virgem Maria Helena de Constantinopla Luís IX de França IHS hóstia santo altar homem | Metropolitan Museum of Art |             |
|        | Madame Félix Gallois                                                                  | 1852            | mulher retrato | Metropolitan Museum of Art |             |
|        | Éléonore-Marie-Pauline de Galard de Brassac de Béarn (1825–1860), Princesa de Broglie | 1853            | Pauline Eléonore de Galard Broglie mulher vestido bracelete pérola colar luva renda retrato | Metropolitan Museum of Art |             |
|        | Apotheose Napoleons I.                                                                | 1853            | | Musée des Beaux-Arts de la ville de Paris |             |
|        | Joana d'Arc na coroação de Carlos VII                                                 | 1854            | Joana d'Arc | Departamento de Pinturas do Louvre |             |
|        | A Virgem Adorando a Hóstia                                                            | 1854            | Virgem Maria mulher hóstia cálice altar anjo castiçal lâmpada a óleo | Departamento de Pinturas do Louvre Museu de Orsay                                                                                                   |             |
|        | Madame Moitessier                                                                     | 1856            | Marie-Clotilde-Inès Moitessier | National Gallery |             |
|        | A Fonte                                                                               | 1856            | mulher contrapposto nudez água clay pot jarro hera nascente umbigo pubic hair removal mama castanho-claro cabelo longo flor narcissus reflexão especular axila aréola vértice cintura olhar em direção ao espectador monte púbico | Departamento de Pinturas do Louvre Museu de Orsay                                                                                                   |             |
|        | Paolo and Francesca                                                                   | década de 1850  | | The Hyde Collection |             |
|        | Auto-Retrato                                                                          | 1858            | Jean-Auguste Dominique Ingres | Galleria degli Uffizi |             |
|        | Virgin of the Adoption                                                                | 1858            | | National Gallery of Victoria |             |
|        | Portrait of Delphine Ramel                                                            | 1859            | mulher Delphine Ramel | Am Römerholz |             |
|        | Angélica acorrentada                                                                  | 1859            | | Museu de Arte de São Paulo |             |
|        | Auto-retrato                                                                          | 1859            | Jean-Auguste Dominique Ingres | Fogg Museum Museus de Arte de Harvard |             |
|        | The Virgin with the Host                                                              | 1860            | | Los Angeles County Museum of Art Resnick art collection                                                                                             |             |
|        | La Source                                                                             | 1860            | mulher flor nascente | Departamento de Pinturas do Louvre |             |
|        | Molière à mesa de Luís XIV                                                            | 1860            | | Museu de Arte Yamazaki Mazak |             |
|        | Homère et son guide                                                                   | 1861            | | Coleção Real da Bélgica |             |
|        | Jesus entre os doutores                                                               | 1862            | | Museu Ingres |             |
|        | Estudo para "Jesus entre os doutores"                                                 | 1862            | Jesus entre os doutores | Museu Fabre |             |
|        | O Banho turco                                                                         | 1862            | harém banho turco mulher dança música penteado nudez costas pubic hair removal Covinhas de Vênus mama handbra umbigo colar cabelo longo cabelo loiro bracelete brinco negro brancos anel axila mamilo Grossenau vértice Madeleine Chapelle monte púbico | Departamento de Pinturas do Louvre |             |
|        | A idade de ouro                                                                       | 1862            | | Fogg Museum Museus de Arte de Harvard |             |
|        | Retrato de Madame Gaudry                                                              | 1864            | Isabelle Hittorff | Museu de Grenoble |             |
|        | Autorretrato                                                                          | 1864            | Jean-Auguste Dominique Ingres | Museu Real de Belas Artes de Antuérpia |             |
|        | Retrato de Madame Jacques Ignace Hittorf como Juno                                    | 1864            | Rose Élisabeth Lepère | Krannert Art Museum Museu Wallraf–Richartz |             |
|        | Marte                                                                                 | 1864            | | Museu das Belas Artes |             |
|        | Marte                                                                                 | 1864            | Minerva Isabelle Hittorff | Museu Wallraf–Richartz |             |
|        | Marte                                                                                 | 1864            | Cupido | No/unknown value |             |
|        | Retrato de Madame Jacques Ignace Hittorf como Juno                                    | 1864            | Júpiter | No/unknown value |             |
|        | Retrato de Madame Jacques Ignace Hittorf como Juno                                    | 1864            | Júpiter | No/unknown value |             |
|        | O Martírio de São Sinforiano                                                          | 1865            | martírio | Museu de Arte de Filadélfia |             |
|        | Os trágicos gregos                                                                    | 1866            | | Museu de Belas Artes de Angers |             |
|        | Stratonice et Antiochus                                                               | 1866            | | Museu Fabre |             |
|        | Études pour Jésus parmi les docteurs                                                  | 1866            | | Museu Ingres |             |
|        | La Vierge à l'hostie                                                                  | 1866            | | Musée Bonnat-Helleu |             |
|        | Cabeça de uma jovem                                                                   |                 | mulher | Bridgestone Museum of Art |             |
|        | Estudos para Jesus entre os Doutores                                                  |                 | Jesus entre os doutores | Indianapolis Museum of Art |             |
|        | A Gentleman                                                                           |                 | | Cincinnati Art Museum |             |
|        | Double Miniature                                                                      |                 | | Cincinnati Art Museum |             |
|        | Estudos de cabeça de homem, mãos e monge capuchinho encapuzado                        |                 | | Rhode Island School of Design Museum |             |
|        | Paolo e Francisca                                                                     |                 | | Museu Soumaya |             |
|        | Júpiter e Tétis (Tóquio)                                                              |                 | Júpiter | Tokyo Fuji Art Museum |             |
|        | portrait of an old woman                                                              |                 | | Munich Central Collecting Point |             |
|        | Portrait of an Italian Lady                                                           |                 | | Munich Central Collecting Point |             |
|        | study of a female head                                                                |                 | | Munich Central Collecting Point |             |
|        | Portrait de jeune homme                                                               |                 | | Musée Bonnat-Helleu |             |
|        | Portrait de madame Devauçay                                                           |                 | | Musée Bonnat-Helleu |             |
|        | Portrait of a Young Girl                                                              |                 | teenage girl | Degas Collection |             |

∑ 263 items.